# Aran Hakutora
Aran Hakutora (阿覧 欧虎 en japonés, nacido el 31 de enero de 1984 como Alan Gabaraev (Ала́н Габара́ев en ruso) en Vladikavkaz, Osetia del Norte-Alania, Rusia) es un exluchador ruso de sumo. Comenzó su carrera profesional en el sumo en enero de 2007, e hizo 11 torneos consecutivos en makuuchi. El rango más alto que alcanzó fue el de sekiwake. Fue subcampeón en dos torneos consecutivos en mayo y julio de 2010 y obtuvo 2 jun-yūshō, y ganó 2 kanto-shō. Luchó para la Mihogaseki beya.

## Carrera
Aran nació en Vladikavkaz, Osetia del Norte-Alania, Rusia, el mismo lugar de Rohō y Hakurozan. Comenzó como un luchador amateur, ganando el Campeonato Nacional Juvenil de Rusia. En octubre de 2006 ganó la división abierta del Campeonato Mundial Amateur de Sumo, celebrado en Saitama, Japón; derrotando a Ichihara. En diciembre de ese año se unió a la Mihogaseki beya. Las reglas del sumo solamente permiten a un luchador extranjero por heya, y la partida de Baruto a la recién fundada Onoe beya creó una entrada para él.
Hizo su debut profesional en enero de 2007 junto a Yamamotoyama. A pesar de que obtuvo un resultado de 2 - 3 en maezumo, ganó el yūshō de jonokuchi en el siguiente torneo con un resultado de 7 - 0, y quedó subcampeón en jūryō un año y medio después, en julio de 2008. Se convirtió en el cuarto sekitori ruso, después de Rohō, Hakurozan y Wakanohō. (A raíz de la expulsión de estos tres por el consumo de cannabis, y una lesión grave del quinto sekitori ruso Amuru en enero de 2012, Aran era el único rikishi ruso que quedaba. Actualmente no hay luchadores rusos en las dos primeras divisiones). Hizo su debut en makuuchi después de ganar el yūshō de jūryō (solamente dos torneos en jūryō) con un resultado de 12 - 3. De los 11 torneos que estuvo en makuuchi igualó al de todos tiempos al de Kotoōshū, roto ahora por Jōkōryū.

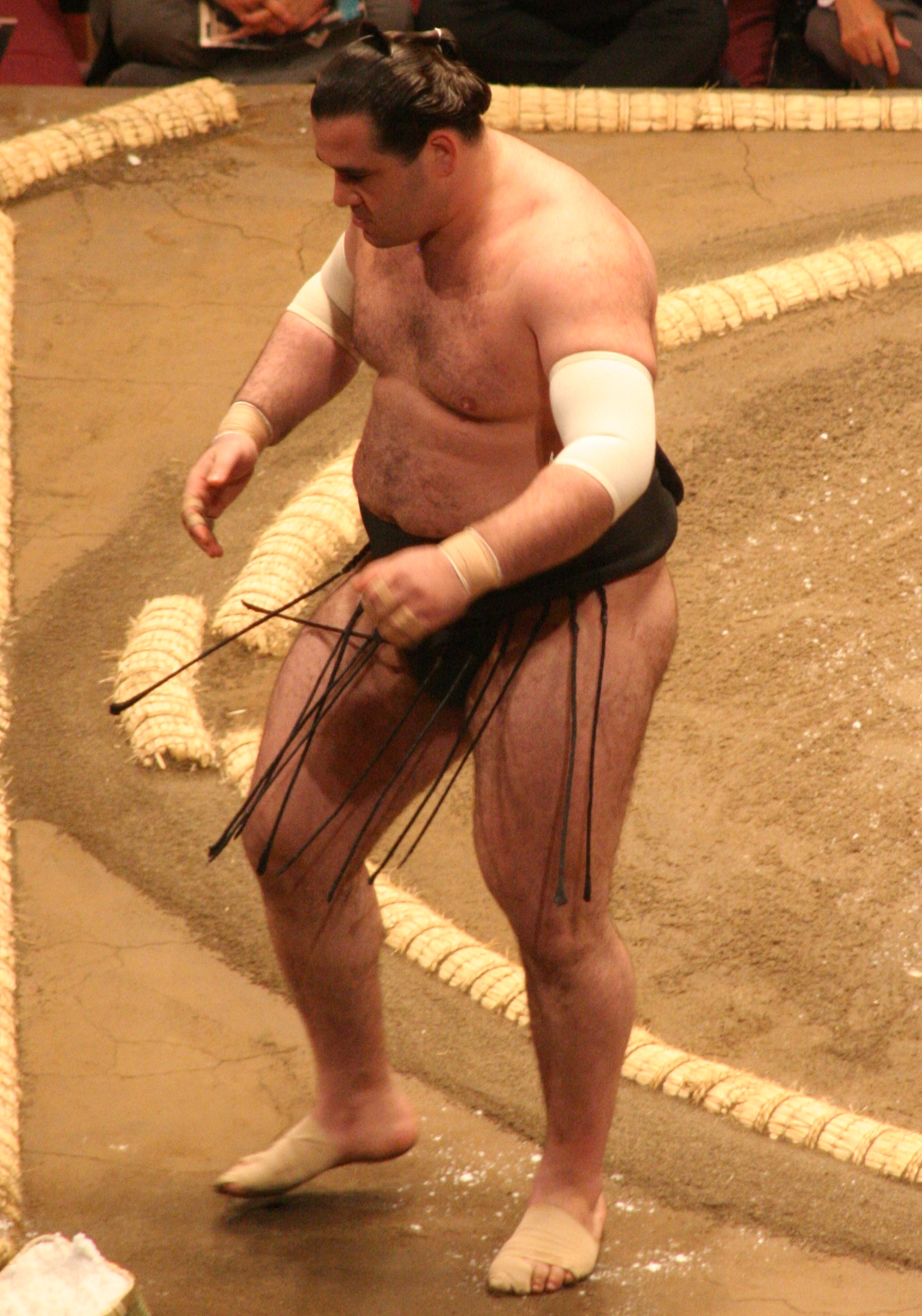
Aran en mayo de 2009.

Hasta el torneo de enero de 2009 en el que obtuvo un resultado de 5 - 10. Aran había obtenido más victorias que derrotas en cada torneo en el que había participado. Sin embargo respondió bien obteniendo buenos resultados en 2 torneos consecutivos, lo que le valió para ser ascendido al grado de maegashira 1 este para el torneo de julio de 2009. Derrotó al ōzeki Harumafuji (obtuvo un ginboshi), pero solamente ganó 3 combates. Después de tres torneos de protagonismo, regresó a los rangos superiores de maegashira en el torneo de marzo de 2010, pero obtuvo un pésimo resultado de 1 - 14. Sin embargo se repuso de este desastroso desempeño en mayo al obtener un resultado de 12 - 3, quedando subcampeón, detrás del yokozuna Hakuhō, y recibió su primer jun-yūshō y su primer kanto-shō. En julio haría otro buen torneo logró un resultado de 11 - 4 como maegashira 2 este, derrotando a dos ōzekis (ganó 2 ginboshi), y una vez más sería subcampeón y obtendría su segundo jun-yūshō, y su segundo kanto-shō.
En el torneo de septiembre de 2010 debutaría en el sanyaku como sekiwake, convirtiéndose en el primer miembro de la Mihogaseki beya el tercer grado más alto del sumo, desde que su actual oyakata, el ex ōzeki Masuiyama II, se hiciera cargo en 1984. Sin embargo terminaría con un resultado de 7 - 8, su única victoria notable sería contra el veterano ōzeki Kaiō en el senshuraku. Se quedó en las filas del sanyaku como komusubi, pero logró un resultado de 4 - 11 en noviembre. En enero de 2011 venció al ōzeki Baruto (ganó 1 ginboshi), pero terminó con un resultado de 5 - 10; y en mayo obtendría un resultado de 6 - 9, a pesar de su victoria sobre el ōzeki Kotoōshū (ganó 1 ginboshi), sería su cuarto torneo consecutivo con más derrotas que victorias. En julio de 2011 obtuvo un resultado de 10 - 5, resultado que lo llevaría nuevamente al sanyaku, pero esta vez como komusubi. Sin embargo, tuvo un récord de 5 - 10 en septiembre de 2011, que lo descendió a maegashira para noviembre, y lo seguiría siendo a lo largo del 2012, y hasta el fin de su carrera.

## Retirada del sumo
Aunque todavía estaba en un grado cómodo como maegashira 7 este en el torneo de septiembre de 2013, decidió retirarse, después de obtener un resultado de 3 - 12, en el que perdió de forma consecutiva sus 9 últimas peleas, citando malas condiciones debido a una enfermedad oral (cáncer a la boca). También tuvo que hacer frente a la desorganización de la heyas en movimiento, la Mihogaeski beya sería cerrada por su oyakata al cumplir la edad de jubilación, y sería reemplazada por la Kasugano beya el 3 de octubre.

## Estilo de lucha
Los kimarite favoritos usados por Aran que se indican en la Asociación de Sumo del Japón fueron el migi-yotsu, el yori, y el oshi.
Fue criticado por no avanzar lo suficiente durante sus combates y por depender en gran medida del henka. Aproximadamente un tercio de sus victorias fueron por hataki-komi, una cifra más alta que la mayoría de los demás luchadores.

## Vida personal
En enero de 2009, anunció su matrimonio con una compatriota rusa, aunque la pareja ya se había casado anteriormente en junio de 2008. Tuvieron un hijo en febrero de 2010.
En enero de 2010, reveló que en diciembre de 2008 se había sometido a un tratamiento para el cáncer de boca. La operación para extirpar el tumor maligno fue un éxito, pero le hizo perder 20 kg.

## Historial[8]
| Año (Honbasho) | Hatsu Basho (Enero) (ciudad de Tokio) | Haru Basho (Marzo) (ciudad de Osaka) | Natsu Basho (Mayo) (ciudad de Tokio) | Nagoya Basho (Julio) (ciudad de Nagoya) | Aki Basho (Septiembre) (ciudad de Tokio) | Kyushu Basho (Noviembre) (ciudad de Fukuoka) | Victorias / Derrotas / Ausencias |
| 2007           | Maezumo Hatsu Dohyō 2 - 3             | Jonokuchi 33 Este 7 - 0              | Jonidan 26 Oeste 6 - 1               | Sandanme 60 Este 5 - 2                  | Sandanme 31 Este 6 - 1                   | Makushita 49 Oeste 6 - 1                     | 32 - 8                           |
| 2008           | Makushita 21 Este 6 - 1               | Makushita 5 Este 4 - 3               | Makushita 2 Oeste 5 - 2              | Jūryō 14 Este 10 - 5                    | Jūryō 6 Oeste 12 - 3                     | Maegashira 10 Oeste 8 - 7                    | 45 - 21                          |
| 2009           | Maegashira 6 Oeste 5 - 10             | Maegashira 11 Oeste 10 - 5           | Maegashira 4 Oeste 8 - 7             | Maegashira 1 Este 4 - 11                | Maegashira 7 Este 7 - 8                  | Maegashira 8 Este 7 - 8                      | 41 - 49                          |
| 2010           | Maegashira 10 Oeste 10 - 5            | Maegashira 2 Oeste 1 - 14            | Maegashira 10 Este 12 - 3            | Maegashira 2 Este 11 - 4                | Sekiwake 1 Este 7 - 8                    | Komusubi 1 Este 4 - 11                       | 45 - 45                          |
| 2011           | Maegashira 3 Este 5 - 10              | ─                                    | Maegashira 5 Este 6 - 9              | Maegashira 6 Oeste 10 - 5               | Komusubi 1 Oeste 5 - 10                  | Maegashira 3 Este 4 - 11                     | 30 - 45                          |
| 2012           | Maegashira 7 Este 8 - 7               | Maegashira 4 Oeste 9 - 6             | Maegashira 1 Este 5 - 10             | Maegashira 5 Este 9 - 6                 | Maegashira 2 Este 3 - 12                 | Maegashira 7 Oeste 8 - 7                     | 42 - 48                          |
| 2013           | Maegashira 4 Oeste 7 - 8              | Maegashira 5 Este 8 - 7              | Maegashira 3 Oeste 4 - 11            | Maegashira 10 Este 8 - 7                | Maegashira 7 Este 3 - 12                 | Maegashira 16 Este 0 - 0 - 15                | 30 - 45 - 15                     |